# خوان كارلوس دومينغيز
خوان كارلوس دومينغيز (بالإسبانية: Juan Carlos Domínguez)‏ (و. 1971  م) هو راكب دراجة هوائية إسباني، شارك في طواف إسبانيا.

## روابط خارجية
- خوان كارلوس دومينغيز على موقع الاتحاد الدولي للدراجات (الإنجليزية)
- خوان كارلوس دومينغيز على موقع أرشيف الدراجات (الإنجليزية)
- خوان كارلوس دومينغيز على موقع إحصائيات الدراجات الإحترافية (الإنجليزية)
- خوان كارلوس دومينغيز على موقع نسبة الدراجات (الإنجليزية)
- خوان كارلوس دومينغيز على موقع CycleBase (الإنجليزية)
- خوان كارلوس دومينغيز على موقع أوليمبيديا (الإنجليزية)